# Szegy-nyelvcsonti izom

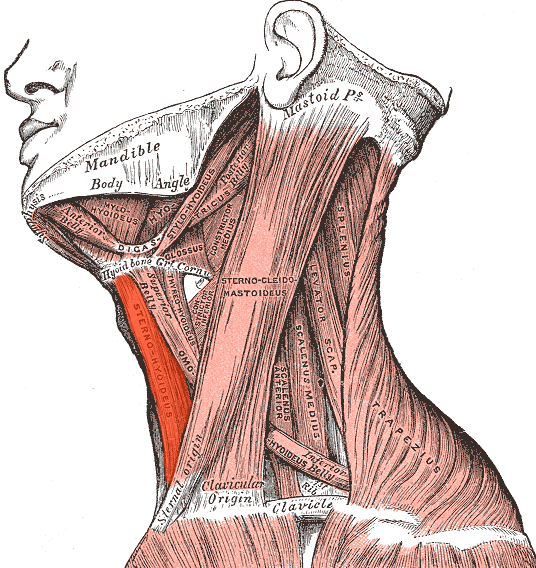
A nyak izmai (a vörös jelöli a sternohyoideust)

A musculus sternohyoideus egy apró izom az ember nyakában.

## Eredés, tapadás, elhelyezkedés
A szegycsont (sternum) manubrium nevű részéről és a kulcscsont (clavicula) szegycsonti végéről ered. A nyelvcsonton (os hyoideum) tapad.

## Funkció
Süllyeszti a nyelvcsontot és a gégét (larynx)

## Beidegzés, vérellátás
A radix superior ansae cervicalis és a radix inferior ansae cervicalis idegzik be. A arteria thyreoidea superior és a arteria thyreoidea inferior látják el vérrel.

## Külső hivatkozások
- Leírás
- Definíció
- Kép Archiválva 2008. október 6-i dátummal a Wayback Machine-ben